# Пролећна изложба УЛУС-а (2007)
Пролећна изложба УЛУС-а (2007), одржана у периоду од 22 марта до 20. априла 2007. године. Изложба је представљена у галеријском простору Удружења ликовних уметника Србије, односно у Уметничком павиљону "Цвијета Зузорић" у Београду. Уредник каталога и кустос изложбе, била је Наталија Церовић.

## Уметнички савет УЛУС-а
- Срђан Ђиле Марковић
- Милица Жарковић
- Никола Вукосављевић
- Саво Пековић
- Тијана Фишић
- Срђан Вукајловић
- Надежда Марковић

## Излагачи
1. Нада Алавања
2. Ристо Антуновић
3. Ђорђе Арнаут
4. Бошко Атанацковић
5. Тања Бабић
6. Алан Бећири
7. Жарко Бјелица
8. Мирослав Цинцаро Благојвић
9. Габриела Булатовић
10. Драган Буљугић
11. Анита Бунџић
12. Љиљана Бурсаћ
13. Јелена Буторац
14. Здравко Велован
15. Владимир Вељашевић
16. Драган Драгољуб Вукосављевић
17. Марко Вукша
18. Јован Глигоријевић
19. Зоран Граовац
20. Радмила Граовац
21. Иван Грачнер
22. Бранко Грујић
23. Оливера Грбић
24. Звонко Грмек
25. Перица Донков
26. Стојанка Ђорђић Николић
27. Борис Зечевић
28. Љиљана Златковић Стокић
29. Оливера Инђић
30. Момчило Јанковић
31. Ивана Јакшић
32. Драгана Јаћимовић
33. Олга Јеврић
34. Душан Јуначков
35. Бранимир Карановић
36. Слободан Каштаварац
37. Бранкица Кончаревић
38. Весна Кнежевић
39. Душанка Комненић
40. Предраг Кочовић
41. Јадран Крнајски
42. Мирјана Крстевска
43. Велизар Крстић
44. Бранка Кузмановић
45. Зоран Кузмановић
46. Слободан Кузмановић
47. Олгица Лазаревић
48. Славица Лазић Дундас
49. Драгана Лукић
50. Милена Максимовић
51. Сабрина Максимовић
52. Јелена Марковић
53. Биљана Миљковић
54. Лепосава Милошевић Сибиновић
55. Снежана Милошевић
56. Слађана Милинковић
57. Ана Митровић
58. Ана Милосављевић
59. Миодраг Млађовић
60. Михаило Млинар
61. Жељка Момиров
62. Весна Моравић Балкански
63. Љубица Николић
64. Миа Николић
65. Снежана Николић
66. Миливоје Новаковић Кањош
67. Бела Олах
68. Александра Остић
69. Бојан Оташевић
70. Јосипа Пепа Пашћан
71. Ружица Беба Павловић
72. Миодраг Мишко Петровић
73. Маја Пољак
74. Предраг Попара
75. Ставрос Поптсис
76. Балша Рајчевић
77. Тамара Ракић
78. Милица Ракић
79. Миљана Радојичић
80. Александра Ракоњац
81. Симонида Радоњић
82. Бранко Раковић
83. Светлана Рибица
84. Стоја Рађеновић
85. Милица Салашки
86. Рада Селаковић
87. Драган Срдић
88. Вера Станарчевић
89. Драгана Станаћев Пуача
90. Милан Станков
91. Драгана Станковић
92. Јованка Станојевић
93. Биљана Стаменић
94. Радош Стевановић
95. Оливера Лола Стојановић
96. Војислав Таса Танасијевић
97. Томислав Тодоровић
98. Милорад Тепавац
99. Станка Тодоровић
100. Нина Тодоровић
101. Мирјана Томашевић
102. Михаило Трипковић
103. Рената Трифковић
104. Даниела Фулгоси
105. Халко Халиловић